# La libertà di Bernini
La libertà di Bernini è una serie di otto documentari sulla vita e sull’arte di Gian Lorenzo Bernini andati in onda su Rai 5 dal 7 gennaio al 25 febbraio 2015 a cura dello storico dell'arte Tomaso Montanari.

## Puntate
1. Gli inizi (1598 – 1618)
2. L'esplosione (1618  – 1625)
3. Il padron del mondo (1623 – 1644)
4. Il colore del marmo (1623 – 1640)
5. Bernini mago (1644 – 1655)
6. Bernini e la città (1655 – 1669)
7. Bernini fuori Roma (1651 – 1669)
8. Bernini visionario (1667 – 1680)